# Cap de Bagur
Cap de Bagur är en udde i Spanien.   Den ligger i regionen Katalonien, i den östra delen av landet, 600 km öster om huvudstaden Madrid.
Terrängen inåt land är varierad. Havet är nära Cap de Bagur österut.  Närmaste större samhälle är Palafrugell, 6,8 km sydväst om Cap de Bagur. 